# Гусман Десена, Артуро
Арту́ро Гусма́н Десе́на (исп. Arturo Guzmán Decena; 13 января 1976, штат Пуэбла, Мексика — 21 ноября 2002, Матаморос, штат Тамаулипас, Мексика), также известный под позывным Z-1 (Зета-1, Zeta-1) — бывший лейтенант Аэромобильной группы спецназа (GAFE — Grupo Aeromóvil de Fuerzas Especiales), элитного спецподразделения армии Мексики; основатель наркокартеля «Лос-Сетас», преступной группировки из штата Тамаулипас.
Гусман Десена родился в штате Пуэбла в бедной семье и отправился служить в армии, только чтобы каким-нибудь образом сбежать от нищеты. Будучи военным, он зарекомендовал себя как грамотный военнослужащий, благодаря чему прошёл отбор в спецназ Мексики в середине 1990-х. За время своей службы в армии Гусман Десена прошёл подготовку бойца контртеррористического подразделения, изучал взрывное дело и выслеживание противников: обучение он проходил в составе элитной группы, которую обучали инструкторы из Армии обороны Израиля.
Ещё будучи военнослужащим, Гусман Десена стал получать взятки от членов картеля Гольфо, руководителем которого был Осиель Карденас Гильен, а в 1997 году дезертировал из армии и окончательно перешёл на службу к преступникам. Он же сформировал наркокартель «Лос-Сетас», костяк которого составляли дезертиры из мексиканских вооружённых сил: начиная с февраля 1999 года, он активно вербовал военных для «Лос-Сетас». Вплоть до конца жизни он был «правой рукой» Осиеля Карденаса Гильена. 21 ноября 2002 года в пограничном с США городе Матаморосе в штате Тамаулипас Гусман Десена был убит мексиканскими спецназовцами.

## Биография

### Военная карьера
Артуро Гусман Десена родился 13 января 1976 года в бедной деревне в мексиканском штате Пуэбла. Он окончил начальную и среднюю школу, после чего отправился проходить службу в мексиканской армии, чтобы избежать нищенского существования. Благодаря своим талантам и агрессивному поведению он прошёл отбор в элитное мексиканское военное подразделение — Аэромобильную группу спецназа (исп. Grupo Aeromóvil de Fuerzas Especiales, сокращённо GAFE или GAFES), которая была создана по образцу Сил специального назначения Армии США. Изначально она создавалась как антитеррористическое подразделение и участвовала как в боях против сапатистов, так и в операциях по розыску и задержанию лидеров мексиканской наркомафии. Гусман Десена, в частности, проходил соответствующую военную подготовку под руководством инструкторов из Армии обороны Израиля. Отдельные источники утверждают, что подготовкой мексиканских спецназовцев в то время занимались специалисты из США, а именно инструкторы из 7-й группы Сил специального назначения Армии США. В GAFE он дослужился до звания лейтенанта.
Свои навыки оперативника Гусман Десена вынужден был применить в 1994 году после того, как группа сапатистов численностью свыше 3 тысяч человек захватила несколько городов в штате Чьяпас на юге страны в 1994 году. Восстание сапатистов стало символическим выступлением не только против нищеты, но и против единоличного правления Институционно-революционной партии. Мексиканское правительство отправило спецназ GAFE в мятежный регион, приказав им подавить выступления сапатистов. За несколько часов спецназовцами были убиты 34 повстанца, ещё трое были задержаны антитеррористической группировкой Гусмана Десены. Их тела позже обнаружили на берегу реки — у всех были отрезаны уши и носы.

### Переход в картель Гольфо
Будучи одним из лучших и безжалостных бойцов GAFE, Гусман Десена вскоре получил новое распоряжение и был отправлен в командировку в северный штат Тамаулипас. Будучи ответственным за безопасность в городе Сьюдад-Мигель-Алеман, оперативник вскоре был завербован руководством картеля Гольфо во главе с Осиелем Карденасом Гильеном. Как позже выяснило следствие, Гусман Десена начал сотрудничество с картелем Гольфо с того, что в обмен на взятки от Карденаса Гильена закрывал глаза на сбыт наркотиков членами картеля. В то время подобная коррупция была обыденным делом для командиров подразделений мексиканской армии, однако никто прежде не дезертировал из рядов армии Мексики и не переходил на сторону картеля. Тогда взятки считались лишь дополнительным заработком для солдат, а офицеры твёрдо считали, что исполняют свои обязанности по защите народа Мексики. Однако Гусман Десена в 1997 году дезертировал из рядов армии, примкнув к картелю Гольфо.
Британский журналист Иоан Грилло (англ. Ioan Grillo) полагал, что установить точные причины дезертирства Гусмана Десены и принятия им решения стать «нарко-наёмником» (англ. narco-mercenary) не представляется возможным. Широко распространена версия о том, что Гусман Десена дезертировал из-за недостаточного заработка, поскольку видел, что многие члены картелей зарабатывали за год больше, чем оперативник GAFE за всю свою жизнь, и жили в роскоши. Однако сам Гусман Десена, как и другие оперативники GAFE, жил вполне комфортно, а переход на сторону картеля Гольфо лишь повышал его риск быть арестованным или погибнуть в перестрелке. Другим критическим фактором, повлиявшим на дезертирство оперативника, стали серьёзные политические изменения в Мексике на фоне падения могущества Институционно-революционной партии. Строившаяся «Новая Мексика» и развитие демократических институтов привели к тому, что некоторые солдаты боялись предстать перед судом за совершённые в былые годы некоторые преступления. В Мехико стали проводиться чаще марши с участием родственников пропавших без вести людей, а военные трибуналы признавали многих офицеров виновными в коррупции и посягательстве на права и свободы человека. С учётом того, что многие генералы брали взятки от руководства картелей, Гусман Десена мог принять решение окончательно порвать с этой государственной системой, перейдя на сторону картеля.

### Образование «Лос-Сетас»
Осиель Карденас Гульен обратился к Артуро Гусману Десене помочь ему завербовать лучших бойцов, готовых защищать интересы картеля Гольфо. Благодаря информатору, сообщившему о создании нового подразделения в картеле Гольфо, мексиканские федеральные агенты установили содержание этого разговора. Грилло приводил следующую версию этого разговора:

Карденас Гильен: «Мне нужны лучшие люди. Самые лучшие».

Гусман Десена: «Какие именно люди Вам нужны?»

Карденас Гильен: «Лучшие из тех, кто умеет держать оружие».

Гусман Десена: «Такие есть только в армии».

Карденас Гильен: «Они мне нужны».
Оригинальный текст (англ.)Cárdenas Guillén – "I want the best men. The best."

Guzmán Decena – "What type of people do you need?"

Cárdenas Guillén – "The best armed men that there are."

Guzmán Decena – "These are only in the army."

Cárdenas Guillén – "I want them."

Получив соответствующее распоряжение, Гусман Десена занялся вербовкой десятков добровольцев из рядов мексиканской армии, начиная с февраля 1999 года. Отдельные СМИ утверждали, что в одной конкретной воинской части однажды случилось массовое дезертирство, которое и привело к формированию новой группировки, ставшей известной как картель «Лос-Сетас». В то же время документальные источники из вооружённых сил Мексики отвергали эту версию: в течение нескольких месяцев из разных воинских частей дезертировали солдаты, вступавшие в ряды «Лос-Сетас», хотя костяк новой группировки составляли именно бойцы GAFE. Среди дезертировавших бойцов были и солдаты другого элитного спецподразделения армии Мексики — стрелковой парашютной бригады. Всего благодаря усилиям Гусмана Десены в распоряжении картеля оказалось как минимум 38 или 40 дезертиров, которым пообещали намного более высокую зарплату, чем в мексиканской армии.
Каждый из членов картеля получил позывной, начинавшийся с буквы Z (Zeta) — в частности, сам Гусман Десена получил позывной Z-1. По одной из версий, подобные позывные появились в мексиканских вооружённых силах в 1996 году: генералы имели позывные, начинавшиеся с буквы Y (Yanquis), полковники — X (Equis), а рядовые бойцы — Z. Предполагается, что по этим позывным группа «Лос-Сетас» и получила своё наименование, а Гусман Десена взял тот же позывной, который был у него в армии. Солдаты GAFE, перешедшие на сторону картеля Гольфо, забрали с собой лучшие образцы пистолетов-пулемётов, автоматов, пистолетов, реактивных гранатомётов, гранат, телекоммуникационного оборудования и технических средств наблюдения. Обязанности группировки «Лос-Сетас» заключались в выбивании долгов, охране маршрутов наркотрафика (так называемых «площадей» — plazas) в Техас и ликвидацией врагов картеля, которая осуществлялась часто с особой жестокостью.
Было известно, что многие будущие члены «Лос-Сетас» прошли подготовку на базах американского ЦРУ и в так называемой Школе Америк при Институте Западного полушария по безопасности и сотрудничеству: там велась подготовка будущих военных и государственных чиновников в странах Латинской Америки, тесно сотрудничавших с США. Акцент в Школе Америк делался на изучение контрпартизанской борьбы и ведение борьбы против распространения наркотиков.

### Убийство Гомеса Эрреры
В 1996 году основатель картеля Гольфо Хуан Гарсия Абрего был арестован полицией. Владельцами его активов и лидерами картеля стали двое человек — Анхель Сальвадор Гомес Эррера (исп. Ángel Salvador Gómez Herrera), известный по прозвищу «Чава» (исп. El Chava), и Осьель Карденас Гильен. Изначально оба эти человека действовали слаженно, давая взятки офицерам полиции, военачальникам и политикам, благодаря чему сумели взять под контроль крупнейшие маршруты поставки наркотиков из Гватемалы. Однако Гомес Эррера, хорошо известный манипулятор, сумел вывести из себя Карденаса Гильена своими настойчивыми просьбами дать ему денег в долг: Карденас Гильен к тому моменту уже руководил своей фракцией внутри картеля Гольфо.
В середине 1999 года была крещена дочь Осьеля Карденаса Гильена, причём крёстным отцом стал как раз Гомес Эрерра, однако отец приказал Гусману Десене избавиться от назойливого напарника. Сразу же после крещения Карденас Гильен пригласил Гомеса Эрреру прокатиться в своей машине Dodge Durango. В течение нескольких минут они болтали и обменивались шутками, когда Гусман Десена, сидевший на заднем сиденье, прострелил Гомесу Эррере голову: позже следствие обнаружило полуразложившийся труп Гомеса Эрерры в предместьях города Матамороса (штат Тамаулипас). Карденас Гильен после этого убийства получил прозвище «Убийца друзей» (исп. Mata Amigos), а Гусман Десена завоевал полное доверие с его стороны.

### Смерть
В ночь с 21 на 22 ноября 2002 года Артуро Гусман Десена был убит в ресторане города Матаморосе (штат Тамаулипас) мексиканскими военными. Согласно свидетельствам журналиста Хесуса Бланкорнеласа, тем вечером Гусман Десена напился в ресторане, принял дозу кокаина и решил сходить в гости к своей любовнице Ане Берте Гонсалес Лагунес (исп. Ana Bertha González Lagunes), жившей совсем недалеко. Чтобы ему никто не мешал, Гусман Десена приказал телохранителям перекрыть движение на улице, но кто-то из соседей сообщил об этом в местную полицию, а та, в свою очередь, передала эту информацию мексиканской армии. Прибывшие на место происшествия солдаты застрелили Гусмана Десену, который был не в состоянии защитить себя.
Члены картеля забрали с собой тело убитого Гусмана Десены. На месте гибели Гусмана Десены и на его могиле вскоре появились цветы, а местные газеты города Матаморос писали, что рядом с цветами и там, и там была записка следующего содержания: «Ты всегда будешь в наших сердцах. От твоей семьи, Лос-Сетас». В штате Оахака были установлены несколько памятников в честь Гусмана Десены.
Некоторое время фактическим лидером группировки после гибели Гусмана Десены был Хесус Энрике Рехон Агилар. В начале 2003 года четыре сотрудника офиса Генерального прокурора Мексики были похищены и убиты недалеко от города Рейноса: ответственность за их убийство следствие возложило на людей Карденаса Гильена. 14 марта 2003 года, менее чем четыре месяца после гибели Гусмана Десены мексиканская армия арестовала Карденаса Гильена, а в октябре 2004 года был арестован второй человек в структуре «Лос-Сетас» — Рохелио Гонсалес Писанья (Z-2), после чего лидером группировки «Лос-Сетас» стал Эриберто Ласкано (Z-3).
Гибель Гусмана Десены стала первым серьёзным успехом мексиканского правительства и силовых структур в борьбе против «Лос-Сетас». Тем не менее отдельные источники утверждали, что Гусмана Десену застрелила его же охрана по приказу Карденаса Гильена, который якобы опасался роста влияния Гусмана Десены.